# Punjai Thottakurichi
Punjai Thottakurichi (o Punjaithottakurichi) è una suddivisione dell'India, classificata come town panchayat, di 9.589 abitanti, situata nel distretto di Karur, nello stato federato del Tamil Nadu. In base al numero di abitanti la città rientra nella classe V (da 5.000 a 9.999 persone).

## Geografia fisica
La città è situata a 11° 03' 45 N e 78° 02' 14 E.

## Società

### Evoluzione demografica
Al censimento del 2001 la popolazione di Punjai Thottakurichi assommava a 9.589 persone, delle quali 4.723 maschi e 4.866 femmine. I bambini di età inferiore o uguale ai sei anni assommavano a 833, dei quali 428 maschi e 405 femmine. Infine, coloro che erano in grado di saper almeno leggere e scrivere erano 5.995, dei quali 3.572 maschi e 2.423 femmine.